# Teava
Teava ist eine Siedlung in Tuvalu, die auf der Insel Niutao liegt.
Die Siedlung hat eine Fläche von 0,41 km². Im Jahr 2001 hatte sie 435 Einwohner, 2012 waren es 406.